# مارکوس انین
مارکوس انین (آلمانی: Marcus Ehning؛ زادهٔ ۱۹ آوریل ۱۹۷۴) سوارکار پرش اهل آلمان بود.